# ファレルナ
ファレルナ（イタリア語: Falerna）は、イタリア共和国カラブリア州カタンザーロ県にある、人口約3,900人の基礎自治体（コムーネ）。

## 地理

### 位置・広がり

#### 隣接コムーネ
隣接するコムーネは以下の通り。
- ジッツェリーア
- ラメーツィア・テルメ
- ノチェーラ・テリネーゼ

## 行政

### 分離集落
ファレルナには、以下の分離集落（フラツィオーネ）がある。
- Castiglione Marittimo, Falerna Centro Capoluogo, Falerna Marina